# Phillip V. Sanchez
Phillip Victor Sanchez, född 28 juli 1929 i Fresno County, Kalifornien, död 16 oktober 2017 i Fresno, Kalifornien, var en amerikansk diplomat som president Richard Nixon utnämnde till ambassadör i Honduras och president Gerald Ford utnämnde till ambassadör i Colombia.
Sanchez tjänstgjorde som USA:s ambassadör i Tegucigalpa 1973–1976 och som ambassadör i Bogotá 1976–1977.